# Francis Frith

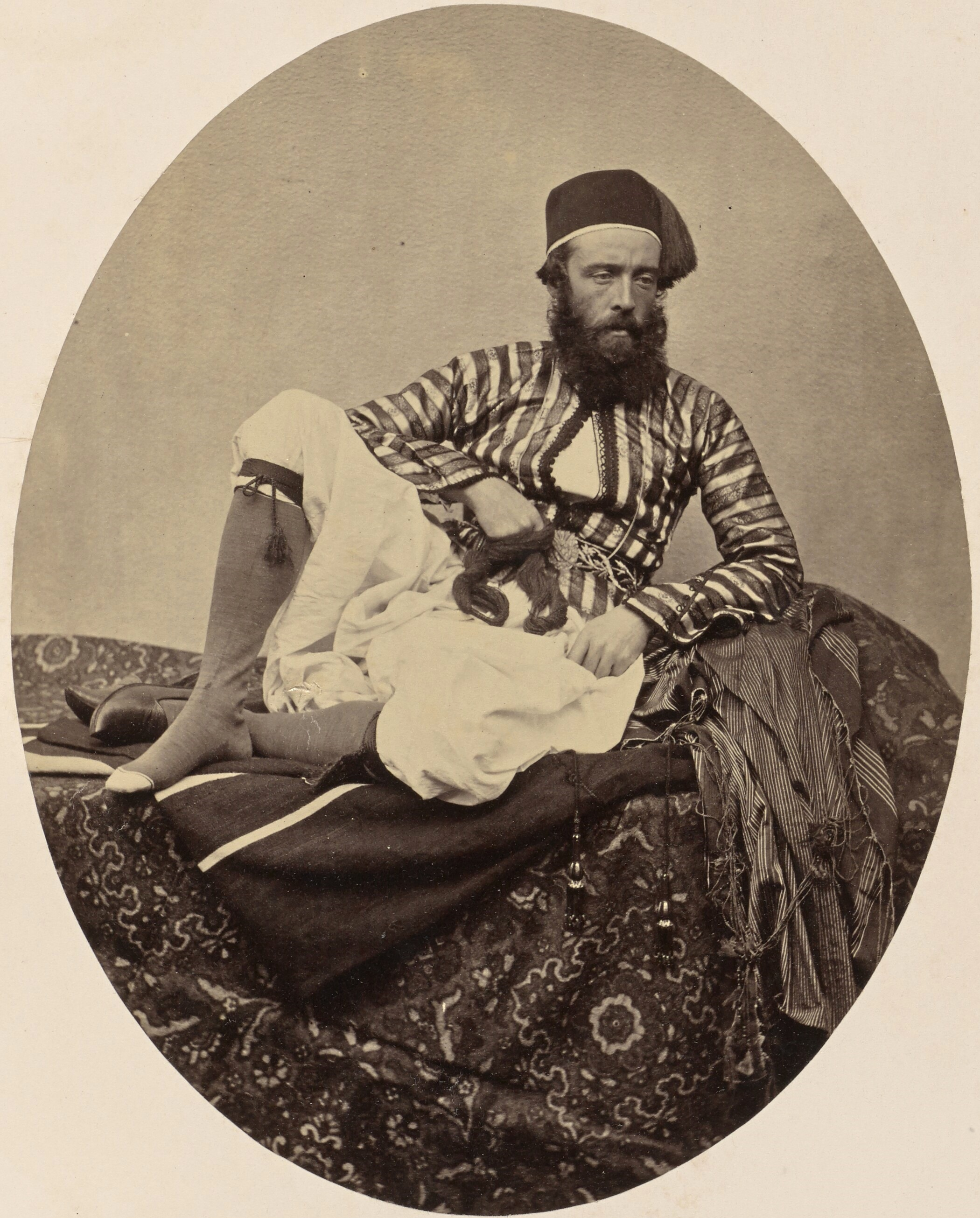
Selbstporträt in türkischem Kostüm, 1857

Francis Frith, manchmal auch Frances Frith, (* 31. Oktober 1822 in Chesterfield, Derbyshire; † 25. Februar 1898 in Cannes, Frankreich) war ein englischer Photograph, der durch seine Aufnahmen aus dem Orient und vieler britischer Städte berühmt wurde.

## Leben
Frith besuchte die Quaker-Schule in Ackworth und dann in Birmingham auf dem Quaker Camp Hill, bevor er mit einem Schneidwarengeschäft begann. 1850 eröffnete er ein Studio für Photographie in Liverpool unter der Firma Frith and Hayward. In späteren Jahren erweiterte er sein Geschäft um den Handel mit Fotoartikeln und den Druck von Photographien. 1853 wurde er Gründungsmitglied der Liverpool Photographic Society.
1855 verkaufte Frith seine Geschäfte und widmete sich fortan intensiv der Photographie. Er reiste dreimal in den Orient: 1856 nach Ägypten mit sehr großformatigen Kameras (16 × 20 Zoll) und verwandte zur Entwicklung das Collodion-Verfahren, welches in einer heißen und staubigen Umgebung einen großen technischen Fortschritt darstellte. Seine beiden weiteren Reisen führten ihn bis 1859 nach Palästina und Syrien. Die Tagebücher, die er während dieser Reisen führte, erzählen von den Schwierigkeiten, denen er und seine Technik ausgesetzt waren, und der Suche nach dem richtigen Blickwinkel oder Vordergrund für seine Aufnahmen.
Nach seiner Rückkehr nach England eröffnete Frith in Reigate (Surrey) den Verlag Francis Frith & Co., der sich mit dem Vertrieb von Reproduktionen seiner Photos befasste, und heiratete Mary Ann Rosling (1837–1901). Der Verlag sollte sich in der Zukunft mit einem enormen Projekt befassen, bei dem aus jeder Stadt und Gemeinde Großbritanniens (damals noch einschließlich Irlands) Photographien der Baudenkmäler und anderer interessanter Ansichten festgehalten werden sollten. Die Aufnahmen wurden zu Anfang von Frith selbst gemacht, später von Angestellten. Seine Firma wuchs zu einem der größten Studios der Welt und wurde um die Produktion und den Vertrieb von Ansichtskarten erweitert.

## Quaker
Im Jahre 1872 wurde Frith zum Geistlichen der Quaker-Freikirche bestellt (recorded). Er beteiligte sich an der Verwaltung der Kirche, war Mitglied verschiedener Ausschüsse und hielt Vorträge zu den Themen Abstinenz und Pazifismus. In den letzten fünfzehn Lebensjahren trat er innerhalb der Quaker-Kirche für eine liberalere Richtung ein, weg von den orthodoxen, doktrinären Vorstellungen, die damals noch vorherrschten. Er war somit ein Vorreiter der Reformen, die das heutige Bild der Quaker als eine Vereinigung von philanthropischen und gebildeten Gläubigen prägten.

## Tod und Nachleben seiner Firma
Frith starb in Cannes in seiner eigenen Villa. Seine Familie betrieb die Firma bis zum Verkauf 1968 weiter. 1970 wurde sie abgewickelt. Das Archiv wurde von der Tabakfirma Rothmans als Ganzes übernommen und somit vor einer Zerstückelung bewahrt. Ein Angestellter von Rothmans, John Buck übernahm 1977 das Archiv und veröffentlicht seitdem unter dem Namen The Francis Frith Collection einen Teil der Aufnahmen.

## Veröffentlichungen
- Egypt and Palestine. Sammelband mit 58 Originalphotographien und erläuternden Texten, Albuminabzüge, montiert. Halbleder mit Rückentitel und Goldschnitt, Virtue, London ca. 1860.
- Egypt, Sinai, and Jerusalem: a Series of Twenty Photographic Views; with descriptions by Sophia Lane Poole (1804–1891) and Reginald Stuart Poole (1832–1895), London: James S. Virtue, [after 1858]. 20 albumen silver prints, sheet: 53.3 × 73.6 cm. Graphic Arts Collection (GAX) Oversize 2004-0006E.
- Egypt, Nubia, and Ethiopia: Illustrated by One Hundred Stereoscopic Photographs Taken by Francis Frith for Negretti and Zambra, with Description and Numerous Wood Engravings by Joseph Bonomi; notes by Samuel Sharpe. Smith Elder, London 1862.
- Photographs of Egypt and the Holy Land. introduction by Caroline Williams, American University in Cairo Press, Cairo, Ägypten 1999, ISBN 977-424-516-4.
- Das Nahethal 1870 Online-Ausgabe dilibri Rheinland-Pfalz

Neuauflagen zum Teil kommentiert
- David Swindell: Der Rhein in frühen Photos, fotografiert von Francis Frith 1863. Houber/Rhein-Mosel-Verlag, Briedel, Mosel 1986, ISBN 3-929745-34-8.
- T. Sackett und E. Sackett: Francis Frith's Dorset Churches. Solitary Print Books, 2000.
- Martin Dunning: Francis Frith's the South Hams. Frith Book Company, Salisbury, Wiltshire, England 2000, ISBN 1-85937-220-1.
- Martin Dunning: Francis Frith's the Cornish Coast. Frith Book Company, Salisbury, Wiltshire, England 2000, ISBN 1-85937-163-9.
- Martin Andrew: Francis Frith's Nottinghamshire. revised Edition of Original Work. Frith Book Company, Salisbury, Wiltshire, England 2000, ISBN 1-85937-187-6.
- John Bainbrdidge: John Frith's Dorset Coast. Frith Book Company, Salisbury, Wiltshire, England 2001, ISBN 1-85937-299-6.
- Viv Wilson: Francis Frith's Teignmouth. Frith Book Company, Salisbury, England 2002, ISBN 1-85937-370-4.
- John Sergeant: Britains First Photo Album. Frith Book Company, Salisbury, England 2012, ISBN 978-1-84589-578-5.